# ZIS-150
ZIS-150 byl sovětský střední nákladní automobil znaku náprav 4×2 a užitečnou hmotností 4000 kg. V roce 1947 na výrobních linkách nahradil typ ZIS-5. Spolu s typem GAZ-51 patřil v 50. letech mezi hlavní a nejrozšířenější sovětské náklaďáky. ZIS-120N, tahač odvozený z typu ZIS-150, byl vyráběn v letech 1956–1957. V roce 1957 byl základní typ ZIS-150 nahrazen modelem ZIL-164, který se navenek lišil pouze nárazníkem a vertikálními mřížemi na chladiči. ZIS-150 se také vyráběl mezi lety 1954–1960 v Brašově v Rumunsku jako "Steagul Rosu" (rudý prapor) SR-101 a v Číně jako Jie Fang CA-10 v továrně First Automobile Works. Minimálně jeden prototyp se vyrobil i v KLDR pod názvem "Chollima".

## Technické parametry (ZIL-164)
- Vyráběn: 1957–1961–1964, (poté 1961 – ZIL-164A)
- Motor: 97 hp/2600 rpm, 6válcový, 5555 cm³
- Délka: 6700 mm
- Šířka: 2470 mm
- Výška: 2180 mm
- Rozvor: 4000 mm
- Rozchod předních kol: 1700 mm
- Rozchod zadních kol: 1740 mm
- Poloměr otáčení předních kol: 8,0 m
- Kompresní poměr: 6,2:1
- Převodovka: 5rychlostní
- Váha: 4100 kg
- Maximální rychlost: 75 km/h
- Kapacita nádrže: 150 l
- Spotřeba: 27 l/100 km